# Games (magazine français)
Ne doit pas être confondu avec le magazine américain du même nom.
Games est un magazine trimestriel français consacré aux jeux vidéo sur consoles, PC, tablettes et smartphones, édité par 2B2M. Le magazine est lancé en décembre 2013, et arrete de paraître en novembre 2015 après 9 numéros.
Le numéro 9 annonce une nouvelle formule, le magazine devient trimestriel et le prix passe à 14,90 €. Il n'y aura pas d'autre numéro.